# 1,4-二氯丁烷
1,4-二氯丁烷是一种有机化合物，化学式为C4H8Cl2，它是二氯丁烷的同分异构体之一。它可由1,4-丁二醇和氯化试剂（如光气、氯化亚砜、四氯化碳）反应得到。它和咪唑在氢化钠的存在下反应，可以得到1,4-二(1-咪唑基)丁烷。
1,4-二氯丁烷是生产尼龙的前体。